# Concetta Mason
Concetta Mason (nascida em 1952) é uma artista americana que trabalha com vidro.
O seu trabalho encontra-se incluído nas colecções do Museu de Arte de Seattle, do Cooper Hewitt, Smithsonian Design Museum do Hunter Museum of American Art e do Metropolitan Museum of Art.